# Damm 18 (Quedlinburg)

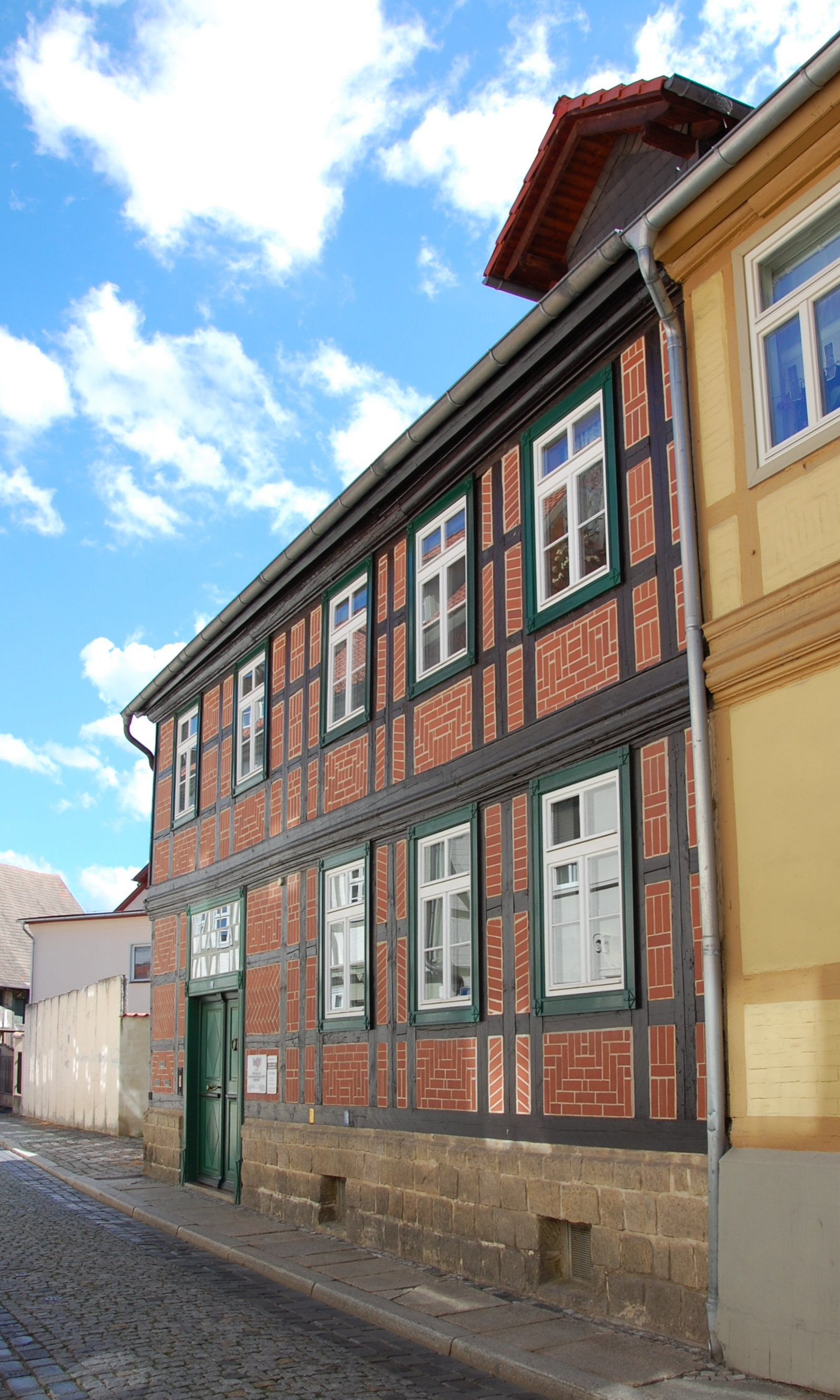
Haus Damm 18

Das Haus Damm 18 ist ein denkmalgeschütztes Gebäude in der Stadt Quedlinburg in Sachsen-Anhalt.

## Lage
Es befindet sich im nördlichen Teil der Straße Damm und gehört zum UNESCO-Weltkulturerbe. Im Quedlinburger Denkmalverzeichnis ist es als Wohnhaus eingetragen. Nördlich grenzt das gleichfalls denkmalgeschützte Haus Damm 19 an.

## Architektur und Geschichte
Das zweigeschossige barocke Fachwerkhaus entstand in der Zeit um 1740. An der Stockschwelle des Gebäudes befindet sich eine Profilbohle. In jüngerer Zeit erfolgte eine Umgestaltung. Im Inneren des Hauses befindet sich vor der breiten Haustür eine zweiteilige Tür.
Hofseitig besteht eine kleinteilige Fachwerkbebauung.